# Пондерано
Пондерано (итал. Ponderano) је насеље у Италији у округу Бијела, региону Пијемонт.
Према процени из 2011. у насељу је живело 3622 становника. Насеље се налази на надморској висини од 363 м.

## Становништво
Према резултатима пописа становништва 2011. у општини је живело 3.927 становника.
| 1931. | 1936. | 1951. | 1961. | 1971. | 1981. | 1991. | 2001. | 2011. |
| ----- | ----- | ----- | ----- | ----- | ----- | ----- | ----- | ----- |
| 2.213 | 2.188 | 2.376 | 2.911 | 3.520 | 3.621 | 3.696 | 3.833 | 3.927 |